# الدرداء (اسم)
الدَّرْدَاء هو اسم علم مؤنث من أصل عربي، وأبو الدرداء من كنى الرجال. وأبو الدرداء صحابي  وهو حكيم الأمة واسمه عويمر بن مالك من بني الحارث بن الخزرج.

## وصلات خارجية
- موسوعة السلطان قابوس لأسماء العرب